# 十三ノ浦金四郎
十三ノ浦 金四郎（とさのうら きんしろう、1885年12月27日 - 1914年10月9日）は、青森県北津軽郡中里町出身で二十山部屋に所属した力士。本名は岩田 金四郎。170cm、120kg。最高位は西前頭9枚目。

## 経歴
東奥義塾を卒業し、二十山部屋に入門。非常に文章・文筆巧みであったという。1903年5月初土俵、1909年6月十両昇進。新橋倶楽部事件では力士側の書記役を務めた。1911年2月に入幕し、9枚目まで昇進。しかし病の為に不振に陥り幕下まで転落。1914年1月に廃業したが、年内に没した。

## 成績
- 幕内4場所9勝14敗9休8分預
- 十両優勝1回

## 改名
改名歴なし